# Varanus mitchelli
Varanus mitchelli este o specie de reptile din genul Varanus, familia Varanidae, descrisă de Mertens 1958. Conform Catalogue of Life specia Varanus mitchelli nu are subspecii cunoscute.